# Crèvecœur-le-Grand
Crèvecœur-le-Grand is een gemeente in het Franse departement Oise (regio Hauts-de-France). De plaats maakt deel uit van het arrondissement Beauvais. In de gemeente ligt spoorwegstation Crèvecœur-le-Grand. Crèvecœur-le-Grand telde op 1 januari 2022 3.458 inwoners.

## Geografie
De oppervlakte van Crèvecœur-le-Grand bedroeg op 1 januari 2022 12,3 vierkante kilometer; de bevolkingsdichtheid was toen 281,1 inwoners per km².

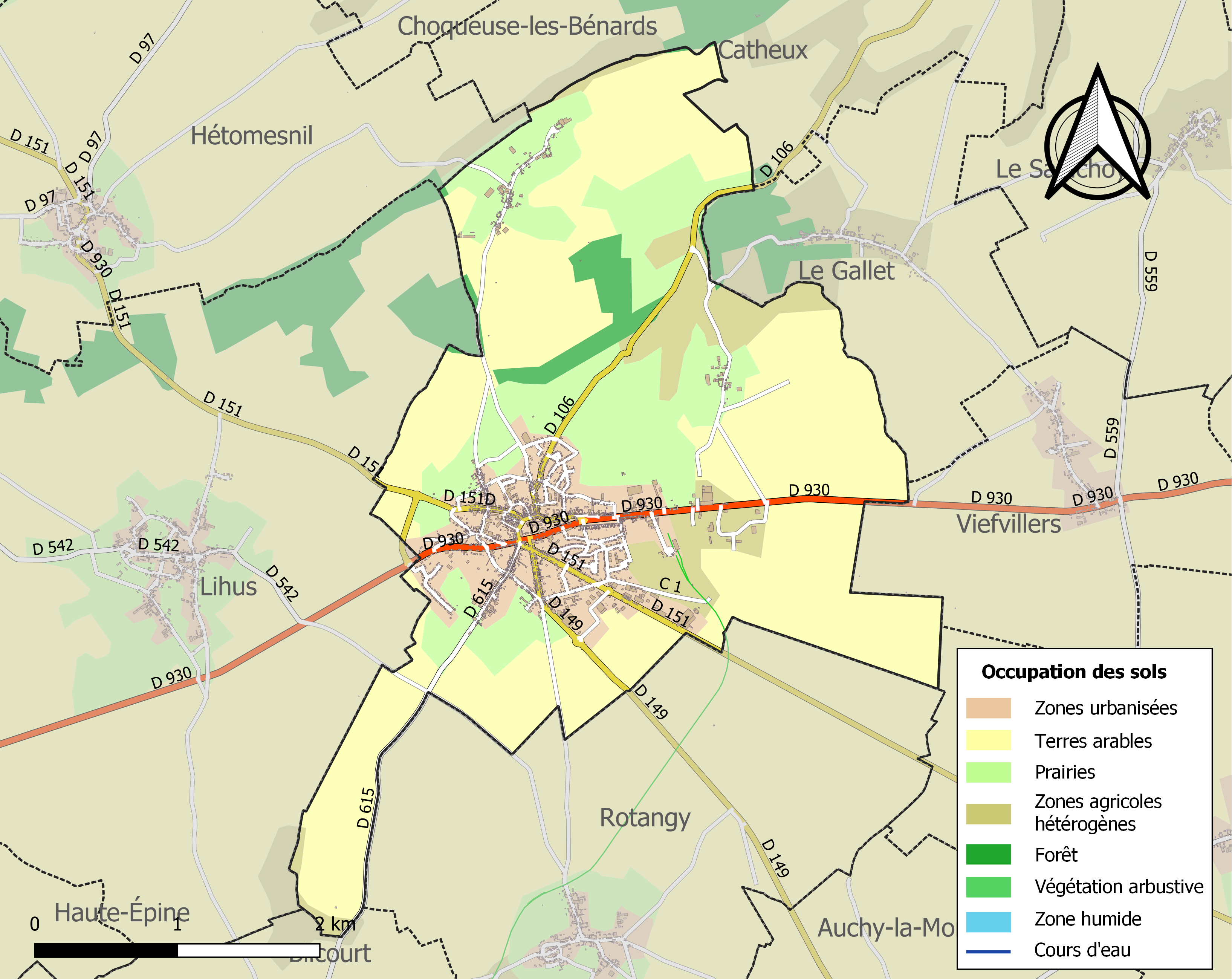
Kaart van de gemeente met belangrijkste infrastructuur, bodemgebruik en omliggende gemeenten

## Demografie
Onderstaande figuur toont het verloop van het inwonertal (bron: INSEE-tellingen).